# لمپتر
لمپتر (به انگلیسی: Lampeter) یک شهر بازاری در ولز است که در کردیگیون واقع شده‌است. لمپتر ۲٬۹۷۰ نفر جمعیت دارد.